# Catharinea glabrata
Catharinea glabrata là một loài rêu trong họ Polytrichaceae. Loài này được Hook. mô tả khoa học đầu tiên năm 1813.
Danh pháp khoa học của loài này chưa được làm sáng tỏ. 